# Carbonaat-silicaat-cyclus
De carbonaat-silicaat-cyclus is een geochemisch verschijnsel, waarbij onder invloed van koolzuur of kiezelzuur, carbonaten en silicaten worden gevormd en omgekeerd.

## De cyclus
De cyclus start met atmosferische koolstofdioxide en water, die samen koolzuur vormen:
{\displaystyle \mathrm {CO_{2}\ +\ H_{2}O\ \longrightarrow \ H_{2}CO_{3}} }
Het koolzuurhoudende regenwater erodeert silicaathoudend gesteente, waarbij calcium-silicaat-mineralen (dit zijn verbindingen van calcium, silicium en zuurstof) worden opgelost. De vrijgekomen calcium- en waterstofcarbonaationen komen in het grondwater terecht. Als voorbeeld geldt de omzetting van het veldspaat anorthiet naar kaoliniet, door inwerking van koolzuur:
{\displaystyle \mathrm {CaAl_{2}Si_{2}O_{8}\ +\ 2\ H_{2}CO_{3}\ +\ H_{2}O\ \longrightarrow \ Al_{2}(OH)_{4}Si_{2}O_{5}\ +\ Ca^{2+}\ +\ 2\ HCO_{3}^{-}} }
De ionen komen uiteindelijk via waterlopen in zee terecht. Daar worden deze door verscheidene diersoorten gebruikt voor de vorming van skeletten of exoskeletten uit calciumcarbonaat (CaCO3). Na hun afsterven ontstaan op de zeebodem carbonaat-sedimenten en uiteindelijk carbonaatgesteenten. Door de platentektoniek worden deze gesteenten in een periode van miljoenen jaren verplaatst naar de continentaalranden en uiteindelijk naar het binnenste van de Aarde, waar door hitte en druk het calciumcarbonaat reageert met siliciumoxide. Onder uitstoot van koolstofdioxide ontstaan zo silicaatmineralen. Als voorbeeld geldt de omzetting van calciet met siliciumdioxide in wollastoniet en koolstofdioxide:
{\displaystyle \mathrm {3\ CaCO_{3}\ +\ 3\ SiO_{2}\ \longrightarrow \ Ca_{3}Si_{3}O_{9}\ +\ 3\ CO_{2}} }
Het koolstofdioxide komt via vulkanische activiteit weer in de atmosfeer terecht, waarmee de cyclus compleet is.